# Левча
Левча — річка в Україні, в межах Коростишівського району Житомирської області. Ліва притока Тетерева (басейн Дніпра). 
Довжина 3,9 км. Витоки розташовані за околицею міста Коростишів. За перший кілометр течії приймає 2 безіменних струмки. Далі протікає серед промислової та житлової забудови Коростишева, в центральній частині міста через річку перекинуто автомобільний залізобетонний міст. Впадає у Тетерів у межах міста, північніше центрального парку міста.